# Brian Babin
Brian Babin, né le 23 mars 1948 à Port Arthur (Texas), est un homme politique américain. Membre du Parti républicain, il est élu du Texas à la Chambre des représentants des États-Unis depuis 2015.

## Biographie
Brian Babin étudie à l'université Lamar et à l'université du Texas et devient dentiste. Pendant ses études, il fait partie de la Texas Army National Guard. Il rejoint la United States Air Force en 1975 et la quitte en 1979.
Il est conseiller municipal de Woodville de 1981 à 1989 et maire de la ville entre 1982 et 1984. De 1989 à 1995, il siège à la Texas Historical Commission. De 1992 à 1995, il est également membre du conseil des écoles de Woodville.
Il se présente en 1996 et 1998 à la Chambre des représentants des États-Unis, il est battu à deux reprises par le démocrate Jim Turner en ne rassemblant que 45,7 % et 40,8 % des voix.
Il est nommé par George W. Bush et Rick Perry au sein de la Lower Neches Valley Authority (en), gérant la qualité de l'eau de la Neches. Il en est membre de 1999 à 2014.
En 2014, il se présente à nouveau à la Chambre des représentants, dans le 36e district du Texas, dont le représentant sortant Steve Stockman est candidat au Sénat. Le district, qui s'étend du comté de Harris à la Louisiane, est un bastion républicain. Il remporte le second tour de la primaire républicaine avec 58 % des suffrages face au banquier Ben Streusand. Il est élu avec 76 % des voix face au démocrate Michael Cole.
Il est candidat à un deuxième mandat en 2016. Sans opposant lors de la primaire, il n'affronte qu'un candidat vert Hal Ridley Jr. en novembre.

## Positions politiques
Brian Babin est un républicain proche du Tea Party.
Il est l'un des 25 républicains à ne pas voter pour John Boehner à la présidence de la Chambre et s'abstient.
Lors des primaires républicaines de 2016, il soutient le sénateur texan Ted Cruz.